# Gewone prachtwapenvlieg
De gewone prachtwapenvlieg (Chloromyia formosa) is een insect uit de familie van de wapenvliegen (Stratiomyidae). De wetenschappelijke naam van de soort werd als Musca formosa in 1763 gepubliceerd door Giovanni Antonio Scopoli.

## Algemeen
De gewone prachtwapenvlieg is een glimmend groen vliegje dat ongeveer 10 mm wordt. In Nederland komt de soort vrij algemeen voor.

## Uiterlijk
De gewone prachtwapenvlieg is op het borststuk en achterlijf geheel glimmend groen. De poten zijn grijzig zwart met gele knietjes.

## Vliegtijd
De gewone prachtwapenvlieg komt in Nederland met name tussen mei en oktober voor.